# Лебедівка (Черкаський район)
Лебеді́вка — село в Україні, у Черкаському районі Черкаської області, підпорядковане Кам'янській міській громаді. Розташоване за 19 км на захід від центру громади — міста Кам'янки. Населення 464 чоловіка (на 2009 рік).

## Історія
Село виникло наприкінці XVII століття. Існує дві легенди про історію його заснування:
- у першій йдеться, що на місці сучасного села було озеро. Біля нього жив старий дід, який займався розведенням лебедів. Проїжджі називали його Лебеденком;
- у другій йдеться, що на озері жила сила-силенна лебедів.

На південних околицях села знайдено кам'яні сокири, скребачки, зернотертку, бивні мамута та інше. Нині ці бивні, знайдені мешканцями Лебедівки В. Д. Зайченком та І. А. Козорізом, знаходяться в Київському історичному музеї. За висновками Одеського археологічного музею Академії наук Української РСР поселення існувало на місці села понад 5 тисяч років тому.
В епоху розквіту Київської Русі Лебедівка була геомежею на стику з тюркськими
пришельцями північного Причорномор'я — печенігами й половцями.
За свідченням Л. Похилевича в «Сказаннях про населені місцевості Київської губернії»:
|  | Лебедовка, село на левой стороне «Сухого ташлика» в 4-х верстах ниже села Вербовки и в таком же расстоянии от села Лузановки. Жителей обоего пола 562: в 1808 г. было 518, а дворов — 58, земли 1313 десятин Лебедовка куплена от гвардии поручика Борзина, гвардии капитаном Порфирием Красовским, а по смерти сего — досталась его дочери Дарии, бывшей замужем сначала за Синягиным, а с 1858 г. за князем Мещерским. Кроме этого наследственного имения, помещица в 1858 г. купила большое имение Турию. На владельческих полях Лебедовки засевалось в 1861 г. 120 десятин рожью, 80 пшеницей, 30 свекловицей и 170 яровых хлебом. Церковь во имя св. мученицы Александры, каменная, круглая, с тремя крыльцами с колоннами, построена в 1843 г. покойным помещиком Порфирием Красовским, на место прежней убогой, деревянной. По штатам состоит в 7 классе, земли имеет 35 десятин |

Минуле Лебедівки початку XIX століття пов'язано з Кам'янкою, через Давидових, які володіли землями Лебедівки. З Кам'янкою пов'язані сторінки історії руху декабристів, яких підтримували Давидови, та життя і творчість О. С. Пушкіна і П. І. Чайковського. За спогадами О. І. Богоявленської, жительки села Лебедівки, Чайковський бував у Лебедівській економії Давидових. У газеті «Трудова слава» 23 грудня 1967 року опубліковано спогад з книги «Записи про П. І. Чайковського» Ю. Л. Давидова, племінника композитора, який повідомив, що побачене в Лебедівці композитор переніс на сцену, створивши «танець маленьких лебедів», який став прообразом всесвітньовідомого «Лебединого озера».
Станом на 1885 рік у колишньому власницькому селі Телепинської волості Чигиринського повіту Київської губернії мешкало 684 особи, налічувалось 70 дворових господарств, існували православна церква, школа та постоялий будинок.
За переписом 1897 року кількість мешканців зросла до 1038 осіб (508 чоловічої статі та 530 — жіночої), з яких всі — православної віри.
Першу непокору царському уряду селяни проявили в червні 1906 року. Заворушення почались одночасно як в Лебедівці, так і в інших селах району. Люди не приступали до роботи, вимагаючи четвертий і п'ятий сніп.
У лютому 1918 року до села зайшли гетьманці. У травні 1919 року селом заволоділи війська Григорова, який висунув лозунг «За народну владу без комуністів». У серпні його захопили денікінці.
У січні 1920 року розпочалась тривала радянська окупація.
Перші кроки в кооперуванні сільського господарства зробили добровільні сільськогосподарські товариства. У 1923 році в Лебедівці організовано сільськогосподарську організацію «Гроза», фундаторами якої були 11 осіб: В. І. Дрібниця, А. П. Зайченко, І. Й. Приймак, М. М. Кулик, О. А. Береза, Й. П. Сліпченко, М. С. Фістюченко, В. М. Махно, Я. П. Черненко, А. Г. Тетьора, І. С. Тетьора. В цьому ж 1923 році виник комсомольський осередок на чолі з В. І. Дрібницею, потім організацію очолив Н. П. Зайченко. Члени «Грози» придбали трактор «Фордзон», землі по 1,5 га на кожного члена. Землі обробляли спілкою, зерном ділилися. У 1928 році збудували господарський двір «Грози». Створювалися ТСОЗи. Серед перших голів був О. А. Береза. У листопаді-грудні 1929 року почалась масова колективізація. Перший колгосп, який названо ім. К. Е. Ворошилова, у 1930–1931 роках очолював двадцятип'ятитисячник із Черкас М. С. Ориншкевич. В 1932–1941 роках його головами були П. Шевченко та А. Махно, А. П. Зайченко, Р. І. Тетьора, П. Ю. Пономаренко, В. К. Тетьора. Тридцяті роки були роками становлення. У 1932 році колгосп мав понад 1 200 га ріллі. Урожайність зернових становила 28-30 ц/га. Поля оброблялись Телепинською МТС. У 1934 році відкрито семирічну школу, де навчалось 125 учнів, працювало 10 вчителів. Школою керував О. К. Сорокін. Вперше пішли здобувати середню освіту Л. Г. Жирова, В. Х. Сліпченко, Я. М. Козоріг, М. М. Щербак, В. Х. Гайдук, В. Г. Тетьора, Ю. С. Приймак та інші. Першою ланковою-п'ятисотницею стала Федора Тимофіївна Кравченко. Лебедівку відвідали Постишев Павло Петрович та Косіор Станіслав Вікентійович.
Під час Голодомору 1932–1933 років зафіксовано 230 осіб померлих.
Великі втрати понесла Лебедівка в роки радянсько-німецької війни. За роки окупації на примусові роботи було вивезено 31 особу. Закатовано у гестапо голову сільради П. Г. Тетьору. Розстріляно за зв'язки з партизанами Г. К. Овдієнка. При Корсунь-Шевченківській битві загинуло 4 воїни — мешканці села. При відвоюванні села загинув гвардії сержант Є. Іванов та його 44 товариші. Всього з села пішло на фронт понад 250 осіб. Не повернулись з війни понад 90 осіб. 26 січня 1944 року село відвойоване у нацистів військами 2-го Українського фронту.
Місцеве господарство, яке пройшло реформування від колгоспу до СТОВ через КСП, кооператив очолювали в післявоєнний період А. П. Зайченко, Будякін, С. Я. Нечипоренко, П. Ю. Пономаренко, Г. Г. Мельник, Г. Г. Іщук, В. П. Пономаренко, М. І. Печененко  А. Д. Катеринич, О. Я. Скічко, В. В. Тетьора, В. Г. Білик, О. В. Овдієнко, В. Й. Леус, Л. М. Тетьора.
Сільську раду очолювали Г. Д. Тетьора, А. Завертайло, С. Д. Шкода, Й. Сінькевич, К. М. Завертайло, Оскома Явтух, П. Ю. Пономаренко, Д. Т. Зайченко, П. Д. Тетьора, А. Г. Тетьора, В. К. Тетьора, П. Г. Тетьора, Ю. Ю. Кравченко, І. Т. Тетьора, В. А. Гнатенко, П. Ф. Лисенко, В. І. Тетьора, В. І. Козоріз, С. П. Ціперко.

## Сучасність

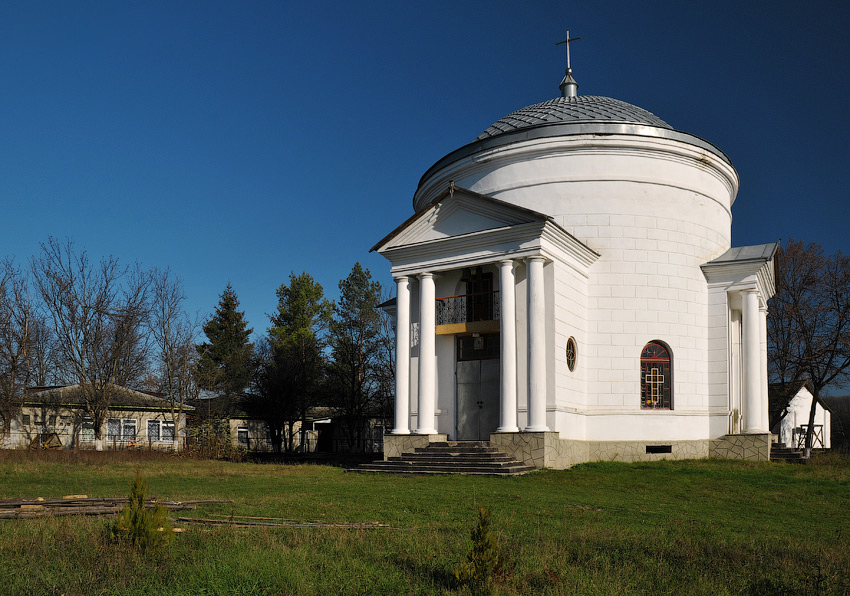
Реставрована церква

На території села на сьогодні працюють загальноосвітня школа, дитячий садок, фельдшерсько-акушерський пункт, Будинок культури, філія Ощадбанку, поштове відділення зв'язку, продовольчий та промтоварний магазини подружжя Тетьор Олександра та Людмили, магазин ПП Ільченка О. В., лазня СТОВ «Світанок» (директор Л. М. Тетьора).
У центрі села оновлено парк, реставровано церкву, у кожен будинок підведено природний газ.

## Відомі люди
- В. Г. Овдієнко, П. Г. Сікач, Г. П. Кравченко нагороджені орденом Трудового Червоного Прапора;
- І. П. Береза, О. І. Береза, П. П. Тетьора, І. О. Усенко, В. С. Лісун, В. С. Щербак, Й. Л. Дорошенко, П. І. Пугаченко, В. В. Тетьора, А. І. Зайченко, О. І. Бражник — орденом «Знак Пошани»;
- П. Ф. Ворона, Л. І. Тетьора

В.П. Приймак - орденом Трудової Слави ІІІ ступеня.